# ويليام تشيستر ماينور
ويليام تشيستر ماينور (بالإنجليزية: William Chester Minor) (مواليد يونيو، 1834/ وتوفي في 26 مارس، 1920)، هو جراح أمريكي عَمِل لصالح الجيش الأمريكي، ويُعتبر أحد أكبر المساهمين في كتابة قاموس أكسفورد الإنجليزي. واحتُجِز في وقتٍ من الأوقات بمصحة عقلية بسبب مرض عقلي جعله يقتل رجلاً.

## سيرته
ولد في يونيو من عام 1834 في جزيرة سيلان (الآن سري لانكا)، لأب يعمل مُنصِّر أبرشاني. عندما بلغ الرابعة عشر من العمر أُرسِل إلى الولايات المتحدة الأمريكية، فدرس التشريح في جامعة ييل حتى تخرج منها عام 1863. ثم عُيِّن كطبيب وجراح في جيش الاتحاد عام 1864 فخدم في الكثير من المعارك، وبعد نهاية الحرب الأهلية الأمريكية انتقل إلى نيويورك وهناك انجذب إلى دور البغاء فلاحظه رؤساءه، وعقاباً له نقلوه إلى فلوريدا. وفي تلك الفترة تدهورت صحته العقلية فأُدِع في مصحة عقلية لمدة 18 شهراً وطوال هذه المدة لم تتحسن حالته أو يُشفى. 
في عام 1871 انتقل للعيش في لندن، وهناك عاد لدور البغاء وازدادت حالته العقلية سواءً، وكان يظن أنّ أحداً يلاحقه ويتربص به، وفي إحدى نوباته الجنونية ب17 فبراير عام 1872 صادف رجل يدعى جورج ميريت فأطلق عليه النار ظناً منه أنه اقتحم منزله. دخل السجن وانتهت محاكمته بعدم إدانته بسبب حالته العقلية وأُدخل مصحة عقلية، ولأن حالته لم تكن تمثل خطراً لأي أحد لذا استمر الجيش بإمداده براتبه الشهري مما مكنه من العيش براحة في المصحة، وكان قادراً على شراء الكتب وقرائتها واستمر بكتابة بحوثه الطبية.
في إحدى مراسلاته مع أمناء المكتبات سمع بإعلان تطوعي للمشاركة بإنجاز وكتابة قاموس أكسفورد الإنجليزي، فشارك في إنشاء القاموس، وأمضى بقية حياته مكرساً نفسه في هذا العمل. فأصبح أحد أكثر المتطوعين نشاطاً في إنشاء القاموس وكتابته عن طريق جمع المصطلحات والاقتباسات وتحويلها إلى مفرادات إنجليزية قابلة للاستخدام من خلال الكتب التي كان يقرأها. وكانت أرملة الرجل الذي قتله تزوره بشكل متكرر لتُزوده بالكتب اللازمة ليجمع المصطلحات. وفي يناير 1891 زاره جيمس موراي - المحرر الرئيسي للقاموس - بسبب مساهماته الكثيرة.
في عام 1902 تدهورت حالته وكان كثيراً ما يتوهم أن الذين يُطاردونه يختطفونه ويطيرون به ليلاً لمدن بعيدة على ارتكاب الاعتداءات الجنسية على الأطفال، فقام بقطع عضوه بسكين. بعدها استمرت حالته بالتدهور، وفي عام 1910 أُفرج عنه ونقل من أنجلترا إلى أمريكا فأُدخِل إحدى المستشفيات، وفيها شُخِصت بالخرف والاضطراب الذهاني. في عام 1919 نُقل إلى دار للمسنين في هارتفورد، كونيتيكت فبقى فيها حتى توفى ب26 مارس، 1920.